# 八穀增五
HD 40062，又名BD+55 1036，SAO 25504、HR 2079，是一颗御夫座的恒星，视星等为6.44，位于銀經158，銀緯15.18，其B1900.0坐标为赤經5h 51m 25.4s，赤緯+55° 15.18′ 46″。